# Bundesstraße 225
Pour les articles homonymes, voir Route 225.
La Bundesstraße 225 est une Bundesstraße du Land de Rhénanie-du-Nord-Westphalie.

## Histoire
La région entre Dorsten et Recklinghausen appartenait jusqu'à la sécuralisation au Vest Recklinghausen et donc à l'archidiocèse de Cologne. Le chemin de terre de Dorsten par Recklinghausen, Horneburg et Waltrop était également la connexion la plus courte entre le duché de Clèves et le comté de La Marck. Après la fin de la guerre de Trente Ans, Frédéric-Guillaume de Brandebourg installe un relais de poste entre Wesel et Königsberg, qui passe par Dorsten et Recklinghausen.
Vers 1788, la route de campagne plus au sud entre Bochum et Hamm est agrandie en une chaussée, de sorte que la région autour de Recklinghausen, qui est encore agricole à l'époque, doit se passer de routes pavées jusqu'au milieu du XIXe siècle.
Ce n'est que grâce à l'extraction de la houille que l'arrondissement de Recklinghausen se développe en une région industrielle densément peuplée au XXe siècle. Par conséquent, la Vestische Straßenbahnen construit une ligne de tramway le long de la route de campagne de Recklinghausen à Marl en 1915, qui est prolongée jusqu'à Dorsten en 1921. Vers 1937, cette route de campagne bien développée devient la Reichsstrasse 225.
Le 29 mai 1960, la ligne de tramway toutes les demi-heures entre Dorsten et Recklinghausen est convertie en ligne de bus. Aujourd'hui, cette ligne fonctionne comme la ligne de bus express 25 toutes les demi-heures entre Dorsten, Marl et Recklinghausen.
Au 1er janvier 2007, la section entre Dorsten et la Bundesautobahn 31, auparavant à la Bundesstraße 223, est mise à la Bundesstraße 225.

## Source
- (de) Cet article est partiellement ou en totalité issu de l’article de Wikipédia en allemand intitulé « Bundesstraße 225 » (voir la liste des auteurs).